# Eddie Kingston
Pour les articles homonymes, voir Edward Moore et Kingston.
 (juillet 2021).
Edward Moore (né le 12 décembre 1981 à Yonkers (New York)) est un catcheur (lutteur professionnel) américain. Il travaille actuellement à la All Elite Wrestling, la New Japan Pro Wrestling et la Ring of Honor, sous le nom d'Eddie Kingston.

## Carrière

### Chikara (2002-2013)

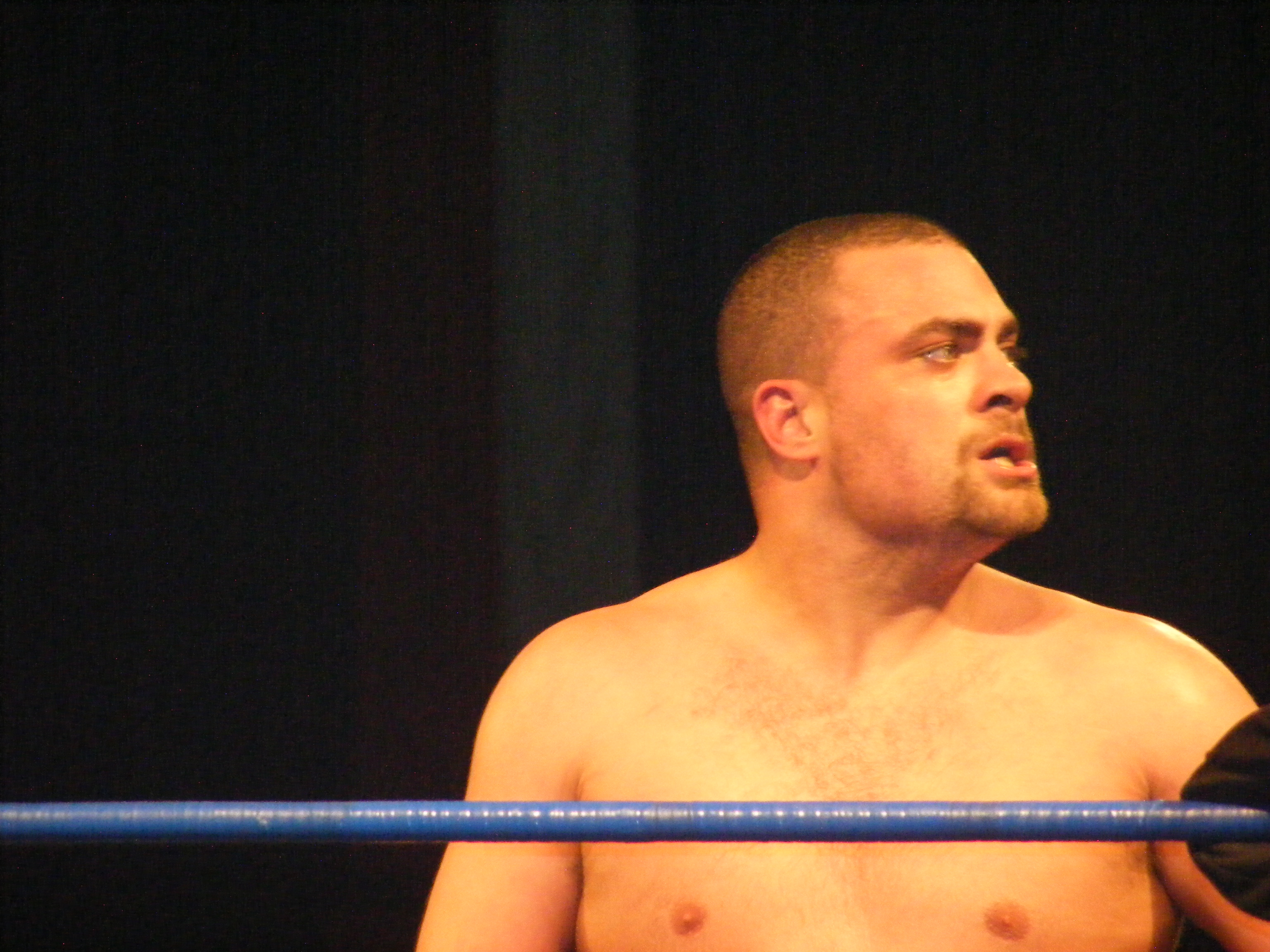
Kingston en 2009

De mai à octobre 2011, il participe au 12 Large: Summit, un tournoi utilisé pour déterminer le tout premier Chikara Grand Champion. Il finit premier de son bloc avec un record de quatre victoires et une défaite pour organiser un match final avec le vainqueur de l'autre bloc, Mike Quackenbush.

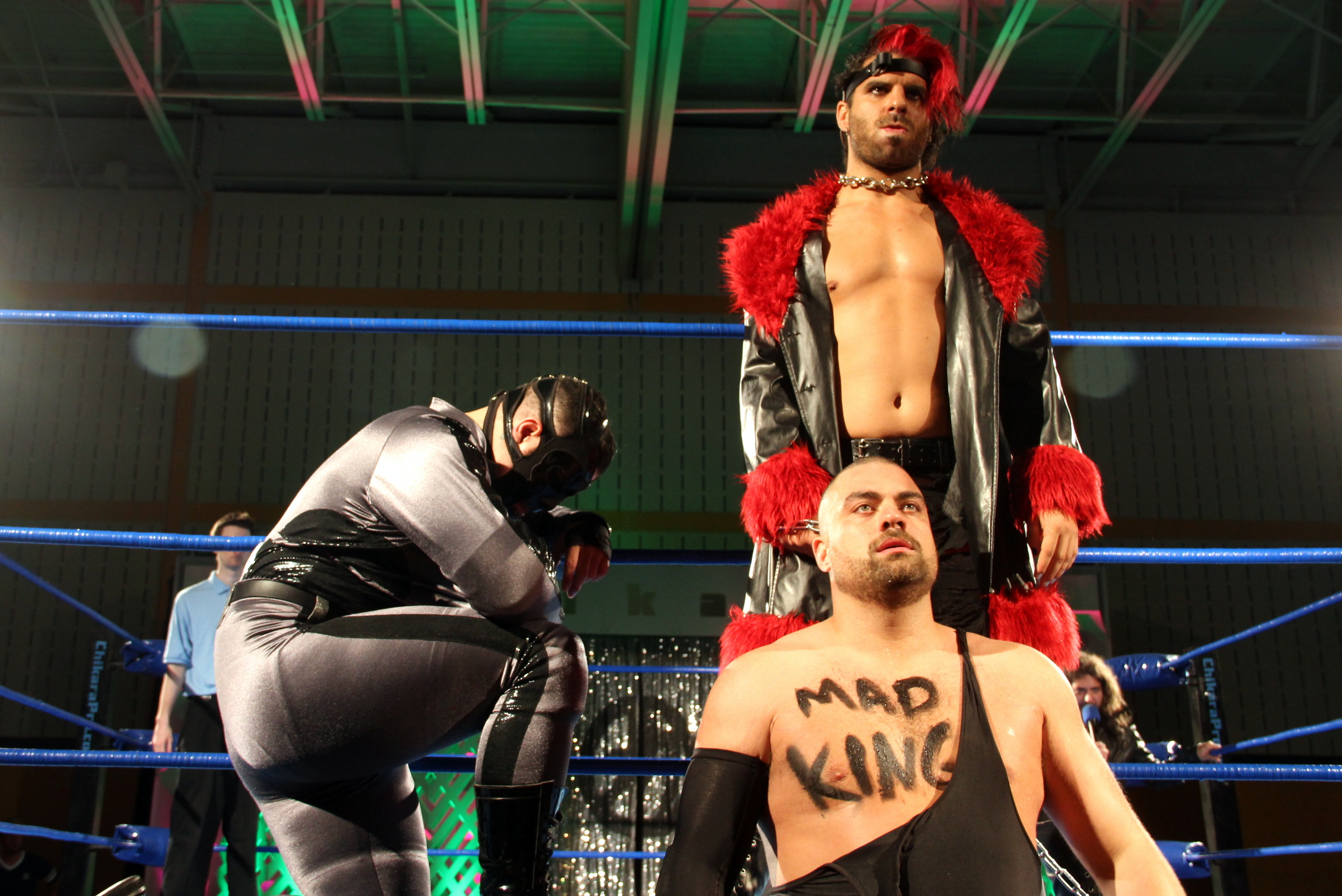
Kingston (en bas) avec Volgar (à gauche) et Jimmy Jacobs (à droite) en tant que membre de the Flood en Septembre 2014

En juin 2013, Kingston est toujours champion mais la fédération cesse toute activité jusqu'au 25 mai 2014, date du show You Only Live Twice qui signale son retour aux affaires. Il perd ce soir-là le CHIKARA Grand Championship contre Icarus, mettant un terme à un règne de deux ans et demi. Il effectue ensuite un Rudo Turn et rejoint le groupe The Flood afin de regagner le  Grand Championship. L'alliance, cependant, a été de courte durée avec Kingston se retournant contre The Flood le 21 septembre.

### Combat Zone Wrestling (2004-2012)
Kingston et son collègue de BLKOUT Joker remportent les CZW World Tag Team Championship en battant The Kings of Wrestling (Claudio Castagnoli et Chris Hero) en février 2006 lors de Seven Years Strong: Settling The Score,. Sept mois plus tard, il bat Chris Hero et remporte le CZW World Heavyweight Championship.

### Pro Wrestling Guerrilla (2007-2008)

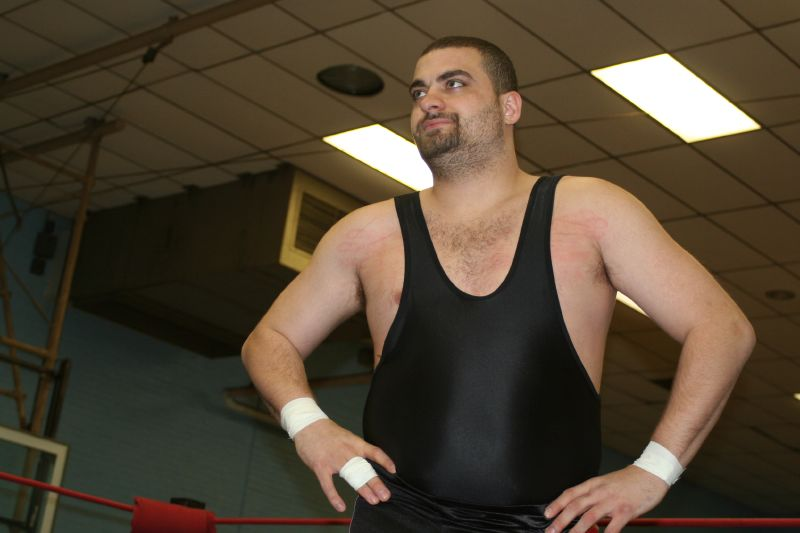
Kingston à un Show de la PWG en 2008.

### Ring of Honor (2006-2014)
Lors de Boiling Point 2012, il perd contre Kevin Steen et ne remporte pas le ROH World Championship. Le 17 août 2013, il retourne à la ROH, formant une nouvelle équipe avec Homicide. Lors de leur match retour, ils battent QT Marshall & RD Evans. Après le maint event du show, ils attaquent les nouveaux ROH World Tag Team champions les reDRagon et Homicide casse le doigt de Kyle O'Reilly. Kingston déclare au micro qu"ils ne sont pas des anciens combattants de MMA. Homicide était là aux débuts de la ROH. Ils vont anéantir le côté policé de la Ring of Honor. Ils se prénomment Outlaw Inc et ils vont prendre le contrôle de la ROH. Lors de ROH Pursuit - Tag 2, ils battent The American Wolves (Davey Richards et Eddie Edwards) et deviennent les challengers N°1 pour les ROH World Tag Team Championship.

### Jersey All Pro Wrestling (2007-2012)
Le 14 Avril 2012, lui et Homicide battent Philly's Most Wanted (BLK Jeez et Joker) et remportent les vacants JAPW Tag Team Championship.

### All American Wrestling (2013-2016)
Lors de Take No Prisoners 2015, il perd son titre contre Josh Alexander dans un Three Way Elimination Match qui comprenaient également Samoa Joe.
Lors de Windy City Classic XI, il bat Ethan Page et Trevor Lee dans un Three Way Elimination Match et remporte le AAW Heavyweight Championship pour la deuxième fois et ce fait attaquer par Sami Callihan après le match.
Lors de AAW Jawbreaker, il perd contre MVP. Le 31 août lors de AAW Defining Moment, il gagne avec Jeff Cobb contre Chck Taylor et Trent? et ensemble ils conservent les AAW Tag Team Championship.

### House of Hardcore (2013-2017)
Lors de HOH 2, lui et Homicide perdent contre les Steiner Brothers (Rick et Scott Steiner). Lors de HOH III, ils perdent contre Devon et Matt Hardy. Lors de House of Hardcore VII, il perd contre Eddie Edwards.

### Total Nonstop Action Wrestling (2016-2017)

#### The Death Count Council (2016-2017)
Pendant des semaines à la TNA, plusieurs vignettes sont diffusés montrant trois hommes en costumes et portant des masques blancs, promettant d'amener le chaos à la TNA. Ce clan se fait appeler DCC (Death Count Council). Lors de l'Impact Wrestling du 20 octobre 2016, ces trois hommes attaquent Basile Baraka et Baron Dax avant de provoquer The Broken Hardys. Puis ils attaqueront Grado et Robbie E la semaine suivante. Lors de l'Impact Wrestling du 3 novembre, leur match contre The Broken Hardys pour les TNA World Tag Team Championship se termine en No Contrat car la bagarre se terminera en coulisses. Lors de l'Impact Wrestling du 10 novembre, ils attaquent le TNA World Heavyweight Champion Eddie Edwards. Puis ils se démasqueront et on découvre qu'il fait partie de ce clan, en compagnie de Bram et de James Storm, effectuant un Heel-Turn pour ses débuts à la TNA.
Lors de l'impact Wrestling du 17 novembre, le trio bat Eddie Edwards et Brother Nero dans un No Disqualification 3-on-2 Handicap Match.
Le 4 octobre, il annonce son départ de Impact.

### Retour à Impact (2018)

#### The Latin American XChange puis leader de The OG'z (2018)
Il effectue son retour en avril en tant que nouveau membre de LAX. Le 28 juin à Impact, il est menacé par Konnan qui à des soupçons à son égard. Le 5 juillet à Impact, en compagnie de Hernandez et Homicide, il attaque Konnan, Santana & Ortiz formant un nouveau groupe qu'il nomme OG'Z. Le 12 juillet à Impact, Homicide et Hernandez battent deux jobbers. Après le match, King défi Ortiz et Santana d'affronter Homicide et Hernandez pour Slammiversary dans un 5150 Street Fight.
Le 2 août à Impact, Hernandez et Homicide battent rapidement deux compétiteurs locaux. Après le match, King insulte LAX, Santana & Ortiz attaquent alors King, Hernandez et Homicide. Santana & Ortiz tentèrent de frapper Hernandez avec une hache mais les deux équipes seront séparés par la sécurité. Le 16 août à Impact, Homicide, Hernandez et King sont tabassés au cours d'un combat de rue contre LAX après un long et intense combat.
Le 23 août, les membres de The OG'z renversent en voiture un enfant qui accompagnait LAX. Il est annoncé un match à six par équipe entre LAX et The OG'z pour Bound for Glory.
Le 20 septembre à Impact, il bat Kronus en quelques secondes à la suite d'un Cutter de la part de Hernandez sur Kronus avant le match. Suivant le match, King insulte LAX au micro. Lors de Bound for Glory 2018, The OG'z perdent contre LAX au cours d'un Concrete Jungle Death match.
Le 25 octobre à Impact, King, Homicide et Hernandez attaquent Fénix. Ils seront cependant repoussés par Pentagón Jr.. Le 1er novembre à Impact, Homicide perd contre Pentagón Jr. Après le match, Pentagon et Fénix sont attaqués par The OGz.

### EVOLVE (2019-...)
Lors de Evolve 123, lui et Joe Gacy battent The Street Profits et remportent les Evolve Tag Team Championship.

### National Wrestling Alliance (2019-2020)
Il fait ses débuts pour la National Wrestling Alliance lors des enregistrements de NWA Power le 30 septembre lors duquel il reforme son alliance avec Homicide puis entre en rivalité avec The Wild Cards (Royce Isaacs et Thomas Latimer) et The Dawsons pour les NWA World Tag Team Championship.

### All Elite Wrestling (2020-...)
Le 22 juillet 2020 à Dynamite, il fait ses débuts à la All Elite Wrestling, dispute son premier match, mais ne remporte pas le titre TNT de la AEW, battu par Cody Rhodes dans un No Disqualification match. Le 31 juillet, il signe officiellement avec la fédération. Le 5 septembre à All Out, il ne remporte pas la 21-Man Casino Battle Royal, gagnée par Lance Archer, et ne devient pas aspirant n°1 au titre mondial de la AEW.
Le 7 novembre à Full Gear, il ne remporte pas le titre mondial de la AEW, battu par Jon Moxley dans un « I Quit » match.
Le 7 mars à Revolution, après la défaite de Jon Moxley face à Kenny Omega dans un Exploding Barber Wire Death match pour le titre mondial de la AEW, il effectue un Face Turn, car il protège le premier d'une explosion.
Le 30 mai à Double or Nothing, Jon Moxley et lui ne remportent pas les titres mondiaux par équipes de la AEW, battus par les Young Bucks.
Le 13 novembre à Full Gear, il perd face à CM Punk.
Le 6 mars 2022 à Revolution`, il bat Chris Jericho par soumission.
Le 29 mai à Double or Nothing, Bryan Danielson, Jon Moxley, Ortiz, Santana et lui perdent face à la Jericho Appreciation Society (Chris Jericho, Jake Hager, Jeff Parker, Matt Lee et Daniel Garcia) dans un Anarchy of the Arena match. Le 26 juin à Forbidden Door, Shota Umino, Wheeler Yuta et lui perdent face à Minoru Suzuki, Sammy Guevara et Chris Jericho dans un 6-Man Tag Team Match.
Le 19 novembre lors du pré-show à Full Gear, il bat Jun Akiyama. Après le combat, il prend son mentor dans ses bras et les deux hommes se saluent mutuellement.
Le 8 mai 2023, il annonce devoir subir une opération chirurgicale, à la suite d'une hernie, et s'absenter pendant un mois. Le 12 juin à Dynamite, il fait son retour et se range du côté de l'Elite dans leur lutte contre le Blackpool Combat Club. Huit soirs plus tard à Forbidden Door, l'Elite, Tomohiro Ishii et lui battent le clan ennemi, Konosuke Takeshita et Shota Umino dans un 10-Man Tag Team match.
Le 27 août à All In, les Best Friends (Chuck Taylor, Trent Beretta, Orange Cassidy), Penta El Zero Miedo et lui battent le Blackpool Combat Club (Jon Moxley, Claudio Castagnoli, Wheeler Yuta), Ortiz et Santana dans un Stadium Stampede match. Le 3 septembre à All Out, Katsuyori Shibata et lui perdent face au Suisse et au jeune Américain. Le 20 septembre à Dynamite: Grand Slam, il conserve son titre et devient le nouveau champion du monde de la ROH en prenant sa revanche sur Claudio Castagnoli dans un Winner Takes All match, remporte le second titre pour la première fois de sa carrière et, de ce fait, devient double champion.
Le 1er octobre à WrestleDream, il conserve ses titres en battant son partenaire japonais. Le 18 novembre lors du pré-show à Full Gear, il conserve son titre mondial de la ROH en battant Jay Lethal. Le 30 décembre à Worlds End, il conserve ses titres et devient le nouveau champion Continental de la AEW en battant Jon Moxley en finale du tournoi AEW Continental Classic, devient le champion inaugural de la troisième ceinture et, de ce fait, devient triple champion. Après le combat, il est félicité par son adversaire.
Le 3 mars 2024 à Revolution, il conserve ses titres en battant Bryan Danielson. Après le combat, son adversaire lui serre la main. Le 20 mars à Dynamite, il ne conserve pas son titre Continental, battu par Kazuchika Okada, ce qui met fin à un règne de 81 jours.
Le 21 avril à Dynasty, Adam Copeland, Mark Briscoe et lui perdent face à la House of Black (Malakai Black, Brody King et Buddy Matthews) dans un Trios Tag Team match.

### New Japan Pro-Wrestling (2021-...)
Le 17 octobre à Showdown 2021 - Tag 4, il fait ses débuts à la New Japan Pro-Wrestling, dispute son premier match aux côtés de Jon Moxley, mais les deux catcheurs perdent face à Suzuki-gun (Lance Archer et Minoru Suzuki) dans un Philadelphia Street Fight match.
Le 27 octobre 2022 à NJPW The Night Before Rumble On 44th Street: A Halloween Special, Amazing Red, CHAOS (Kazuchika Okada et YOH), Homicide, son partenaire et lui battent Bullet Club (El Phantasmo, Jay White et Juice Robinson) et Team Filthy (Jorel Nelson, Royce Isaacs et Tom Lawlor) dans un 12-Man Elimination Tag Team match. Le lendemain à NJPW Rumble On 44th Street, Kazuchika Okada et lui perdent face à Jay White et Juice Robinson.
Le 18 février 2023 à Battle in the Valley, il bat le leader du Bullet Club dans un Loser Leaves NJPW match.

### Retour à la Ring of Honor (2023-...)
Le 2 mars 2023 à ROH Wrestling, il fait son retour à la Ring of Honor après 13 ans d'absence, confronte Claudio Castagnoli et le défie dans un match pour sa ceinture. Le 31 mars à Supercard of Honor, il ne remporte pas le titre mondial de la ROH, battu par le Suisse.
Le 15 décembre à Final Battle, il bat Anthony Henry par soumission dans un Proving Ground match.
Le 5 avril 2024 à Supercard of Honor, il ne conserve pas son titre mondial de la ROH, battu par Mark Briscoe, ce qui met fin à un règne de 198 jours.

## Palmarès
- All Elite Wrestling

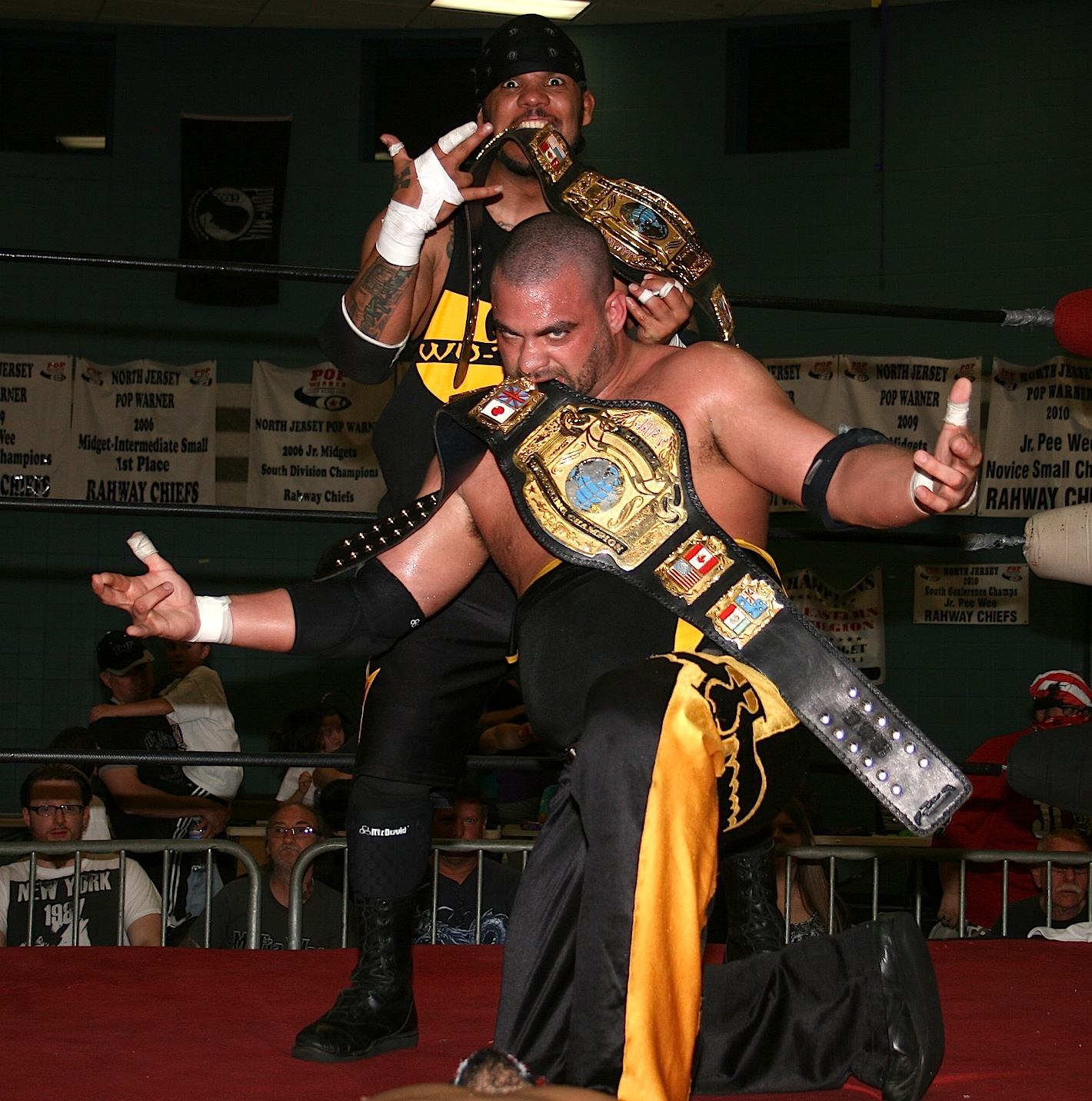
Kingston et Homicide en tant que JAPW Tag Team Champions en Avril 2012.

  - 1 fois AEW Continental Championship (champion inaugural)
- All American Wrestling
  - 2 fois AAW Heavyweight Championship[70]
  - 1 fois AAW Tag Team Championship avec David Starr et Jeff Cobb

- American Championship Entertainment
  - 1 fois ACE Diamond Division Champion

- Chikara
  - 1 fois Chikara Grand Champion
  - 12 Large: Summit (2011)
  - Torneo Cibernetico (2010)

- Combat Zone Wrestling
  - 1 fois CZW World Heavyweight Championship
  - 2 fois CZW World Tag Team Championship avec Joker (1) et Drake Younger (1)

- Dramatic Dream Team
  - 1 fois Ironman Heavymetalweight Championship[71]

- EGO Pro Wrestling
  - 1 fois EPW Heavyweight Champion

- Evolve Wrestling
  - 1 fois Evolve Tag Team Championship avec Joe Gacy

- Independent Wrestling Association Mid-South
  - 1 fois IWA Mid-South Heavyweight Champion
  - 1 fois IWA Mid-South Tag Team Champion avec BlackJack Marciano
  - Revolution Strong Style Tournament (2006)

- Jersey All Pro Wrestling
  - 1 fois JAPW New Jersey State Champion
  - 1 fois JAPW Tag Team Champion avec Homicide

- New Japan Pro Wrestling
  - 1 fois Strong Openweight Championship

- Ring of Honor
  - 1 fois ROH World Championship

- Top Rope Promotions
  - 1 fois TRP Heavyweight Champion

- World Star Wrestling Federation
  - 1 fois WSWF Heavyweight Champion

- Autres titres
  - 1 fois ICW/ICWA Tex-Arkana Television Champion

## Récompenses des magazines
- Pro Wrestling Illustrated

| Année | 2004 | 2005 | 2006 | 2007 | 2008 | 2009 | 2010 | 2011 | 2012 | 2013 | 2014 | 2015 | 2016 | 2017 | 2018 | 2019 | 2020 | 2021 | 2022 | 2023 | 2024 |
| ----- | ---- | ---- | ---- | ---- | ---- | ---- | ---- | ---- | ---- | ---- | ---- | ---- | ---- | ---- | ---- | ---- | ---- | ---- | ---- | ---- | ---- |
| Rang  | 471  | 410  | 375  | 339  | 278  | 257  | 252  | 288  | 201  | 168  | 285  | 386  | 383  | 242  | 279  | 286  | 217  | 75   | 40   | 77   | 20   |

- Wrestling Observer Newsletter

| # | Résultat | Adversaire                                                                                            | Évènement                | Date        | Durée | Lieu                              | Notes |
| - | -------- | --- | ------------------------ | ----------- | ----- | --------------------------------- | --- |
| 1 | Défaite  | Jericho Appreciation Society (Chris Jericho, Matt Menard, Angelo Parker, Daniel Garcia et Jake Hager) | Double or Nothing (2022) | 29 mai 2022 | 22:45 | T-Mobile Arena, Las Vegas, Nevada | Dans un Anarchy in the Arena match où il fait équipe avec Ortiz et Santana et Blackpool Combat Club (Bryan Danielson et Jon Moxley). |